# Davor Štefanek

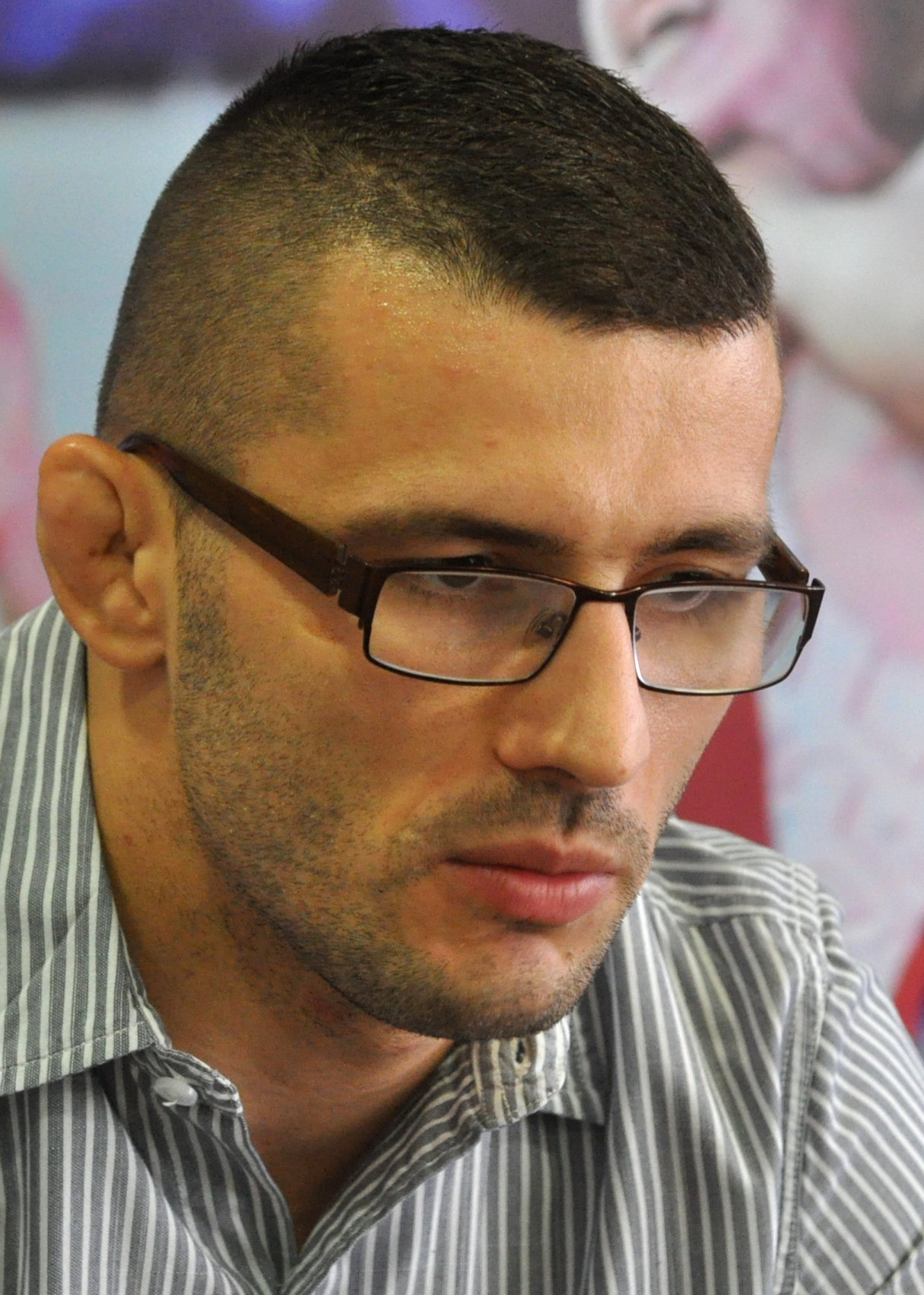
Davor Štefanek (2015)

Davor Štefanek (* 12. September 1985 in Subotica) ist ein serbischer Ringer in der Disziplin griechisch-römisches Ringen. Er war Weltmeister 2014 und Olympiasieger 2016.

## Sportliche Karriere
Štefanek begann 2000 mit dem Ringen. Bis 2012 trat er meist in der Gewichtsklasse bis 60 Kilogramm an. 2003 gewann er die Silbermedaille bei den Juniorenweltmeisterschaften. 2004 war er Zweiter bei den Europameisterschaften und Dritter bei den Junioreneuropameisterschaften. Bei den Olympischen Spielen 2004 in Athen belegte er den 18. Platz. 2005 gewann er die Silbermedaille bei den Mittelmeerspielen. Bei den Juniorenweltmeisterschaften 2005 erkämpfte er den Titel, einen Monat später war er Dritter bei den Junioreneuropameisterschaften.
2008 errang der 1,70 m große Štefanek die Bronzemedaille bei den Europameisterschaften in Tampere. Bei den Olympischen Spielen 2008 in Peking belegte er den 15. Platz. 2009 erreichte er den fünften Platz sowohl bei den Europameisterschaften in Vilnius als auch bei den Weltmeisterschaften in Herning. Bei den Mittelmeerspielen 2009 gewann er in der Gewichtsklasse bis 60 Kilogramm im griechisch-römischen Stil, er trat auch eine Gewichtsklasse höher im Freistil an und belegte dort den fünften Platz. 2010 und 2011 erreichte er keine vorderen Platzierungen bei Europa- und Weltmeisterschaften. Bei den Europameisterschaften 2012 in Belgrad gewann er eine Bronzemedaille.
2013 wechselte Štefanek in die Gewichtsklasse bis 66 Kilogramm. Bei den Weltmeisterschaften 2014 in Taschkent gewann er den Titel gegen den Iraner Omid Haji Noroozi. Im Jahr darauf errang er bei den Weltmeisterschaften 2015 in Las Vegas eine Bronzemedaille. Im März 2016 erreichte er bei den Europameisterschaften in Riga das Finale und gewann Silber hinter dem Russen Islambek Albijew. Fünf Monate später fand in Rio de Janeiro das olympische Ringerturnier statt. Štefanek bezwang im Viertelfinale den Deutschen Frank Stäbler, im Halbfinale den Georgier Schmagi Bolkwadse und im Finale den Armenier Mihran Harutjunjan.
2017 gewann bei den Europameisterschaften in Novi Sad Silber hinter dem Russen Artjom Surkow. 2018 gewann er in der Gewichtsklasse bis 77 Kilogramm Silber bei den Mittelmeerspielen. Bei den Weltmeisterschaften 2018 in Budapest trat er in der Gewichtsklasse bis 67 Kilogramm an und verlor das Finale gegen Artjom Surkow.